# Bernard de Clairvaux
Pour les articles homonymes, voir Saint-Bernard et Fontaine.
Bernard de Fontaine, abbé de Clairvaux, né en 1090 à Fontaine-lès-Dijon et mort le 20 août 1153 à l'abbaye de Clairvaux, est un moine bourguignon, réformateur de la vie religieuse et saint catholique.
Directeur de conscience et important promoteur de l'ordre cistercien (ou ordre de Cîteaux), il recherche l'amour du Christ par la mortification la plus forte. Bernard de Fontaine fait preuve, toute sa vie, d'une activité inlassable pour instruire ses moines de Clairvaux, pour émouvoir et entraîner les foules, pour allier son ordre avec la papauté et pour « élaborer un dogme militant »  que son ordre et toute l'Église catholique mettront en œuvre.
C'est aussi un conservateur, qui fustige les mutations de son époque, la « Renaissance du XIIe siècle », marquée par une profonde transformation de l'économie, de la société et du pouvoir politique.
Mort en 1153, il est canonisé dès 1174 et devient ainsi saint Bernard de Clairvaux. Il est proclamé Docteur de l'Église catholique (Doctor mellifluus) en 1830 par le pape Pie VIII.

## Enfance et entrée au monastère

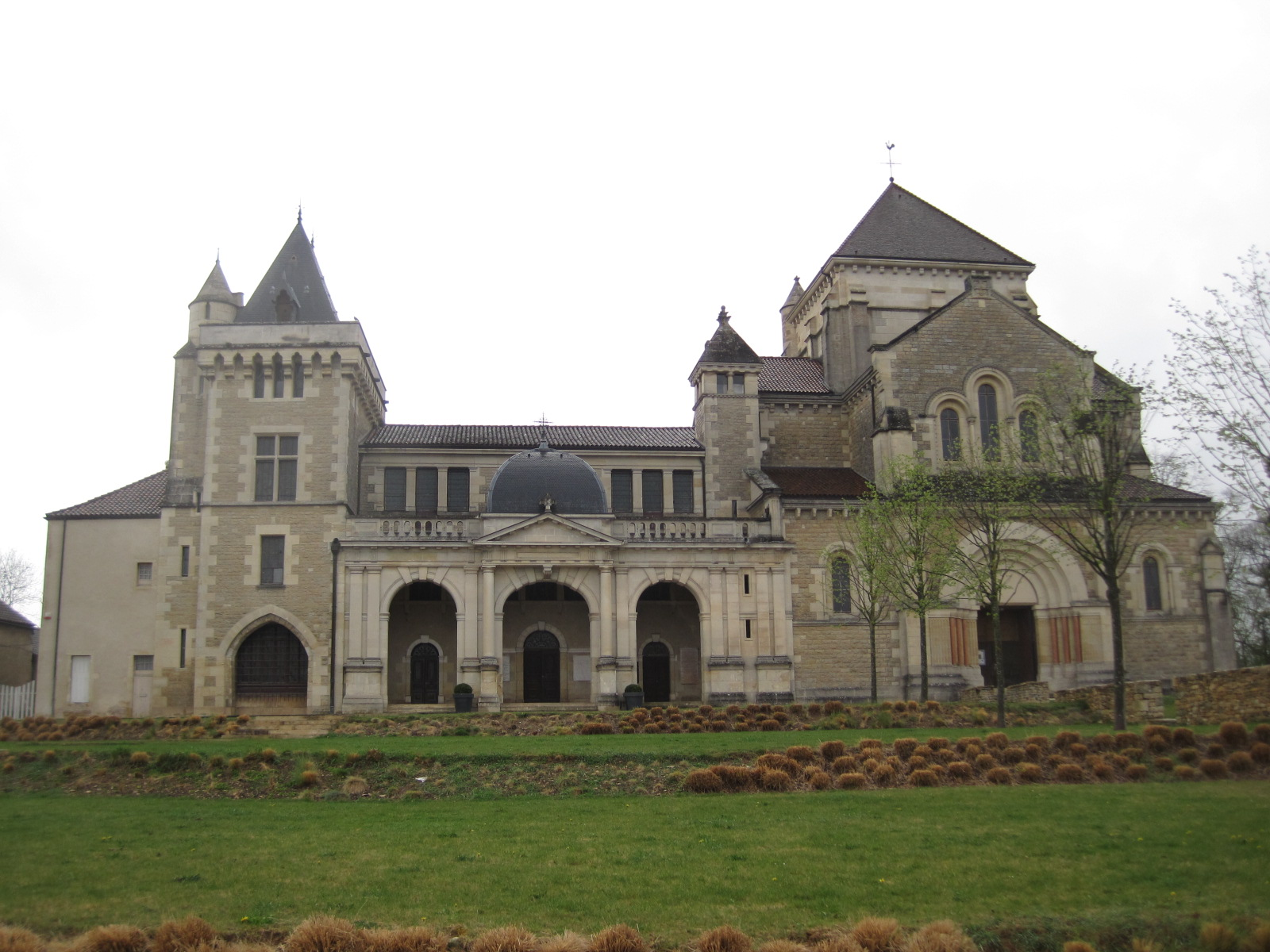
Basilique et maison natale de Saint Bernard à Fontaine-lès-Dijon, face à l'église Saint-Bernard de Fontaine-lès-Dijon.

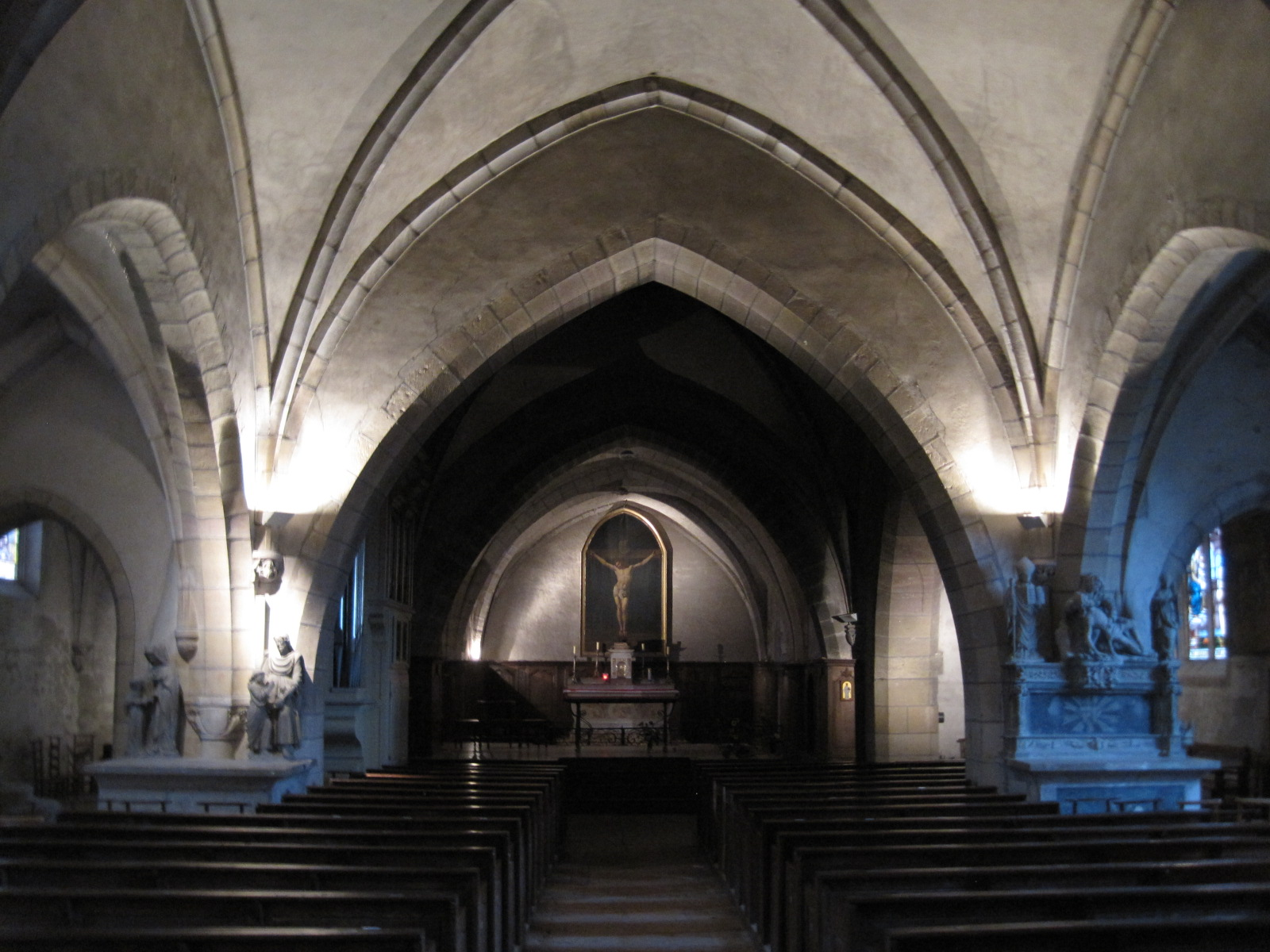
L'église Saint-Bernard de Fontaine-lès-Dijon.

Né en 1090 ou 1091 au château de Fontaine-lès-Dijon près de Dijon, dans une famille noble de Bourgogne, Bernard est le troisième de sept enfants, six garçons (dont saint Gérard de Clairvaux), et une fille, sainte Ombeline de Jully. Fils du seigneur Tescelin le Roux (Tescelin Saurel ou Sorrel) et de sainte Alèthe de Montbard. Son père, Tescelin, est l'un des seigneurs de Châtillon-sur-Seine. Modeste chevalier, il est au service du duc de Bourgogne et a cherché à faire un riche mariage. Il possède des terres autour de Montbard, d'Alise-Sainte-Reine, dans la vallée de la Laignes ou au confluent de l'Aube et de l'Aujon en plus de sa seigneurie de Fontaine.

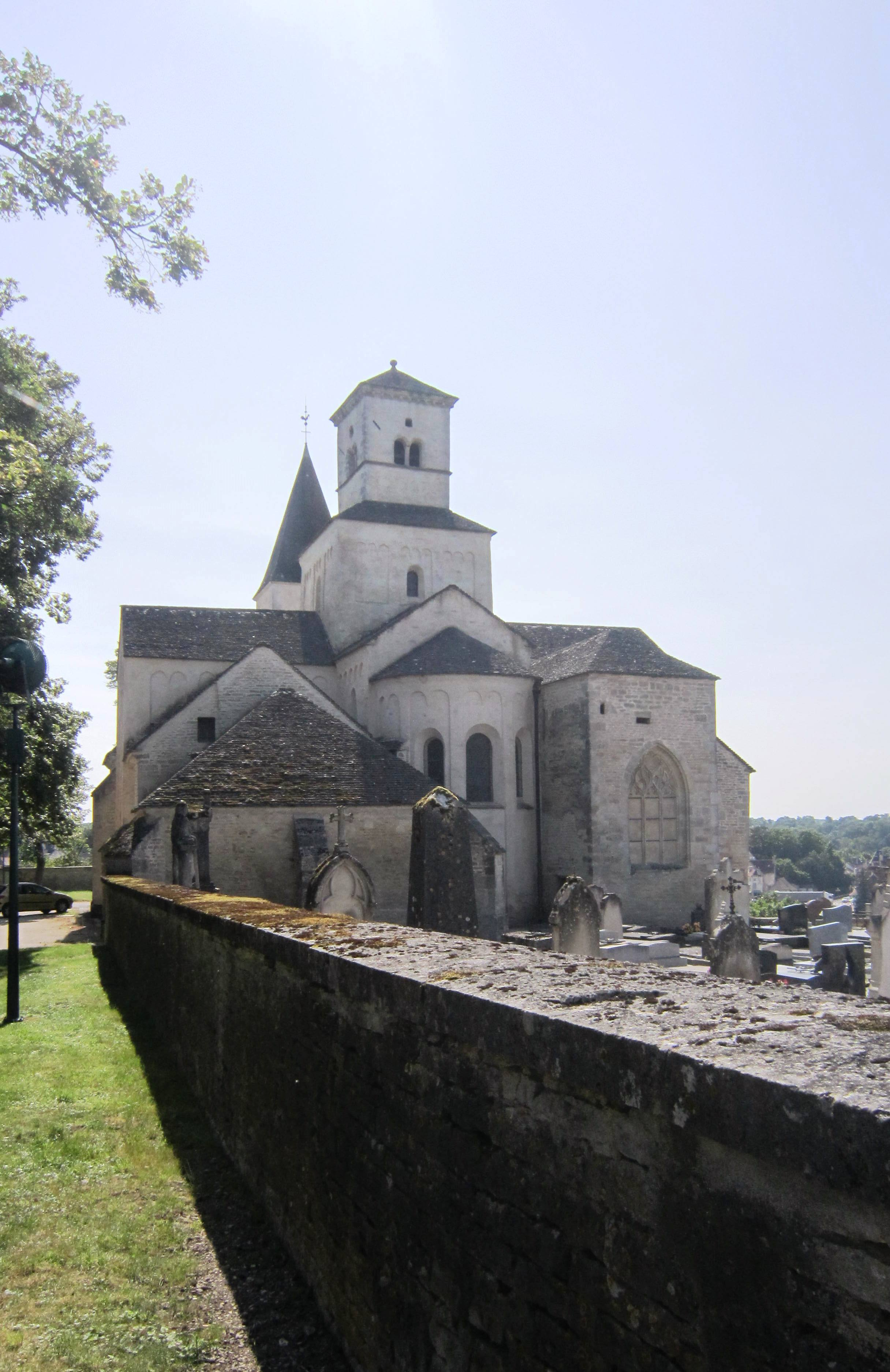
Vers 1100, Bernard de Clairvaux est envoyé à l'école de Saint-Vorles à Châtillon-sur-Seine.

La famille de sa mère, Alèthe ou Aleth, est de plus haute lignée. Le grand-père de Bernard règne sur la seigneurie de Montbard : ses terres s'étendent sur les plateaux situés entre l'Armançon et la Seine. Son oncle, André de Montbard, est l'un des neuf fondateurs de l'ordre du Temple et devient même Grand Maître. La famille de Bernard appartient donc à la moyenne noblesse.
Vers 1100, il est envoyé à l'école canoniale de Saint-Vorles à Châtillon-sur-Seine. Après les rudiments, il suit le trivium, premier cycle d'enseignement consacré aux lettres (grammaire, rhétorique et dialectique). Montrant un goût particulier pour la littérature, il acquiert une bonne connaissance de la Bible, des Pères de l'Église et de divers auteurs latins : Horace, Lucain, Sénèque (Lettres à Lucilius), Tacite, Juvénal, Perse, Stace, Térence et, surtout, Cicéron, Virgile et Ovide (y compris, de ce dernier, l'Art d'aimer), ce qui fait de lui un parfait représentant des lettrés de son temps.
En revanche, il ne suit pas le quadrivium (second cycle, portant sur l'arithmétique, la géométrie, la cosmologie et la musique). À l'âge de seize ou dix-sept ans, il perd sa mère et en est très vivement affecté. Il mène ensuite l'existence mondaine des jeunes nobles de son âge mais semble très vite vouloir entrer dans les ordres. Dans un premier temps, pour ne pas inquiéter sa famille par ses préparatifs à la vie monacale, il leur laisse entendre qu'il prépare un pèlerinage à Jérusalem.
En 1112, il entre à l'abbaye de Cîteaux en compagnie de quatre de ses frères (le cadet Nivard les rejoindra plus tard) et d'une vingtaine de connaissances. L'abbaye de Cîteaux a été fondée en 1098 par Robert de Molesme, et Étienne Harding en est l'abbé depuis janvier 1108. Les fondateurs se sont détachés de l'ordre de Cluny, alors en pleine gloire, pour vivre intégralement la règle de saint Benoît.

Ils souhaitent répondre à un idéal plus rigoureux : retour à la simplicité dans la vie quotidienne, dans le culte et dans l'art ; rupture avec le monde, pauvreté, silence, travail manuel, tels seront les éléments principaux de la création cistercienne. Cela correspond aux souhaits de Bernard qui veut parvenir à l'ascèse monastique la plus rude. Cette ascèse est comparable selon lui à la route de Jérusalem : 

« par la montée rude (…), vers la Jérusalem de la liberté, celle d'en-haut, notre mère. »

## Fondation de Clairvaux

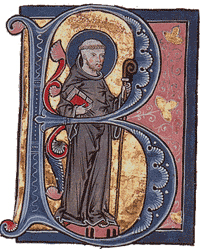
Portait de Bernard de Clairvaux dans une lettrine ornant un manuscrit de La Légende dorée, vers 1267-1276.

En 1115, Étienne Harding envoie le jeune homme à la tête d'un groupe de moines pour fonder une nouvelle maison cistercienne dans une clairière isolée à une quinzaine de kilomètres de Bar-sur-Aube : le val d'Absinthe, sur une terre donnée par le comte Hugues de Champagne. La fondation est appelée « claire vallée » (clara vallis), qui devient ensuite « Clairvaux ». Bernard est élu abbé de cette nouvelle abbaye, et confirmé à Châlons par Guillaume de Champeaux, évêque de Châlons et célèbre théologien. Il demeure abbé de Clairvaux jusqu'à sa mort en 1153. Les débuts de Clairvaux sont difficiles : la discipline imposée par Bernard est très sévère. Bernard poursuit ses études sur les Saintes Écritures et sur les Pères de l'Église.
Les gens affluent dans la nouvelle abbaye, et Bernard convertit même toute sa famille : son père, Tescelin, et ses cinq frères entrent à Clairvaux en tant que moines. Sa sœur, Ombeline, prend également l'habit au prieuré de Jully-les-Nonnains. L'attrait qu'exerce Bernard est parfaitement illustré par cette anecdote : vers 1129, l'évêque de Lincoln s'étonne de ne pas avoir de nouvelles d'un chevalier qui devait faire étape à Clairvaux sur la route des croisades. Bernard l'informe qu'il a économisé la route de Jérusalem en entrant au monastère.
Dès 1118, de nouvelles maisons doivent être fondées pour éviter l'engorgement de Clairvaux. Les trois premières fondations sont La Ferté, Pontigny, et Morimond. Ces premières fondations sont implantées dans les domaines des seigneuries alliées ou amies.
Ces trois abbayes, plus Cîteaux et Clairvaux, sont les cinq têtes de pont de l'ordre nouveau, chacune essaimant pour son compte. De 1115 à 1133, Bernard et ses moines vivent à Clairvaux dans les conditions les plus frustes. Le prieur du couvent (Geoffroy de La Roche-Vanneau) et le maître des novices (Achard) convainquent Bernard d'agrandir le monastère en 1133. En 1145, l'église est enfin consacrée et, en 1153, la partie occidentale réservée aux frères convers est achevée.
Pendant ses 38 ans d'abbatiat, Bernard contribue à la création de 68 abbayes filles de Clairvaux (57 par fondation et 11 par agrégation) dont 35 pour la France, qui à leur tour vont essaimer, si bien qu'au milieu du XIIe siècle, Cîteaux compte pas moins de 343 établissements soit plus que Cluny (environ 300).
En 1119, Bernard fait partie du chapitre général des cisterciens convoqué par Étienne Harding, qui donne sa forme définitive à l'ordre. La « Charte de charité » qui y est rédigée est confirmée peu après par Calixte II. En 1132, il fait accepter par le pape l'indépendance de Clairvaux vis-à-vis de Cluny.

## Religieux

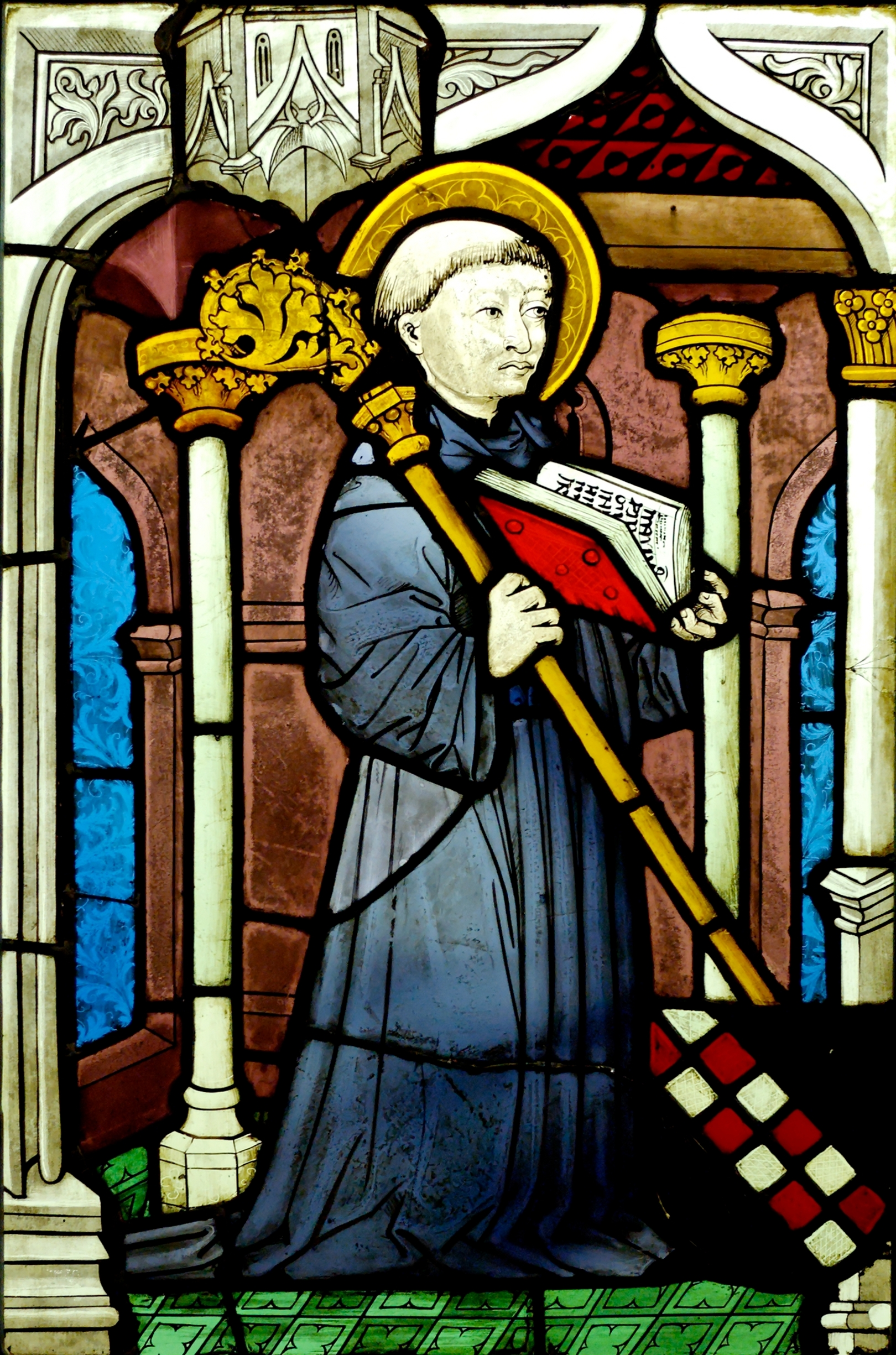
Bernard de Clairvaux (vers 1450). Vitrail, Paris, musée de Cluny.

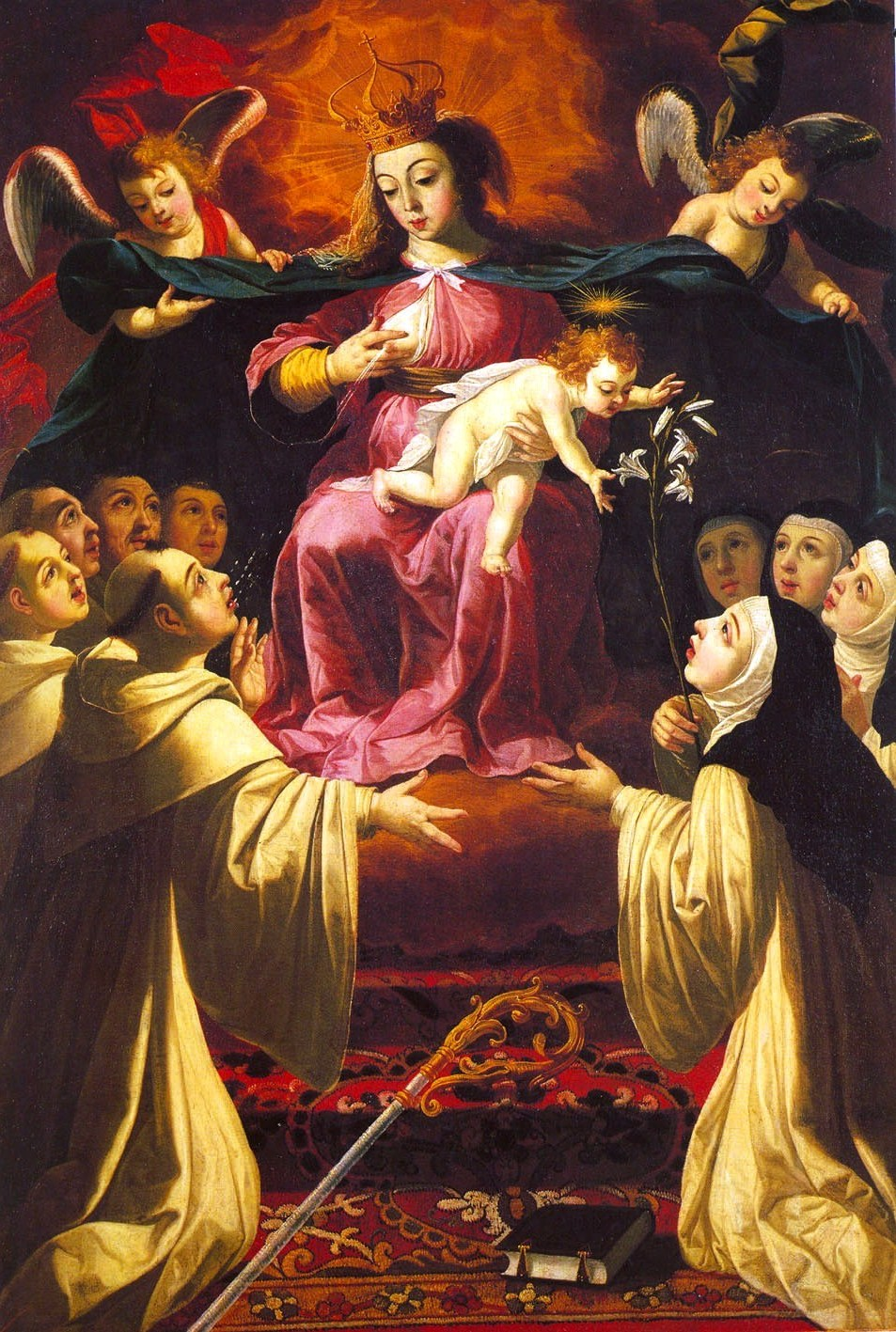
Lactation de saint Bernard (vers 1670). Tableau de Josefa de Óbidos.

Dès le début de son abbatiat, Bernard rédige des traités, des homélies, et surtout une Apologie, écrite sur la demande de Guillaume de Saint-Thierry, qui défend les bénédictins blancs (cisterciens) contre les bénédictins noirs (clunisiens). À l'austérité cistercienne, élaborée à partir de la fuite du monde, de la pauvreté et du travail manuel, Bernard ajoute la mise en valeur de la pureté et le désintérêt de la culture et de tout ce qui peut sembler un divertissement pour l'esprit.
Pierre le Vénérable, abbé de Cluny, lui répond amicalement, et malgré leurs différends idéologiques, les deux hommes se lient d'amitié. Il envoie également de nombreuses lettres pour inciter à la réforme le reste du clergé, en particulier les évêques. Sa lettre à l'archevêque de Sens, Henri de Boisrogues dit Sanglier, intitulée par la suite De Officiis Episcoporum (Sur la conduite des évêques), est révélatrice du rôle important joué par les moines au XIIe siècle, et des tensions entre clergé régulier et séculier. Bernard a une prédilection presque exclusive pour le Cantique de Salomon et pour saint Augustin. 
Il est le dernier père de l'Église par sa façon de raisonner. Il considère que l'homme n'a pas à tenter d'élucider les contradictions apparentes du dogme ou de trouver une explication rationnelle aux textes saints : la foi que l'on reçoit doit être transmise inchangée. Il reste étranger aux changements de l'époque où, avec la naissance des universités, de plus en plus d'esprits s'attaquent à la compréhension des textes par la raison. Il défend avec la même fougue la société féodale, la division du monde en trois ordres et l'autorité pontificale. Pour lui, l'ordre établi est voulu par Dieu. Il suffit de corriger les vices des hommes pour résoudre les problèmes de la société.
La spiritualité de Bernard est fortement marquée par la pénitence. Il fait subir à son corps les plus cruels traitements, mettant ainsi sa santé en danger. Son goût pour l'austérité s'accorde à merveille avec le dépouillement des églises cisterciennes. À ce sujet, il évoque les états de conscience modifiés auxquels il parvient : « la sobre ivresse (sobria ebrietas) qui jaillit du dedans et opère des mutations et des métamorphoses, sans pour autant nécessiter le point d'appui d'une imagerie extérieure ».
Il fulmine d'ailleurs contre les cloîtres sculptés à chapiteaux historiés dans son Apologie à Guillaume de Saint-Thierry (vers 1123-1125). Il considère que les décorations richement ornées de figures monstrueuses et que les narrations souvent profanes et coûteuses sont de nature à détourner l'esprit du moine de la méditation.
Il est aussi porté par un amour fervent envers Dieu et la sainte Vierge, pour qui il a une dévotion particulière. Toutes les églises cisterciennes sont dédiées à la Vierge et Bernard cherche à développer le culte marial dans tout l'Occident. Il est parfois présenté sur des tableaux avec la Vierge qui presse son sein découvert et envoie une goutte ou un jet de son lait à l'abbé, épisode à la suite duquel il devient « l'orateur de Marie mère (miracle de la Lactation de saint Bernard). Il prône une religion faite d'élan du cœur plus que de comptabilité des actions bonnes ou mauvaises.

C'était un homme entier, totalement dévoué à sa foi, qui n'acceptait pas les compromis. Son ardeur dans les prêches, sa rhétorique puissante le faisaient craindre de certains, et suivre sans retenue par d'autres. 

« Il parle avec une telle véhémence de langage, un tel désir d'arracher à l'inertie, que les moines pusillanimes devaient craindre sa présence trop assidue dans le monastère. Ceux qui l'avaient compris le suivaient avec ardeur. Bernard était très absolu. »

## Abbé engagé dans les affaires de son temps

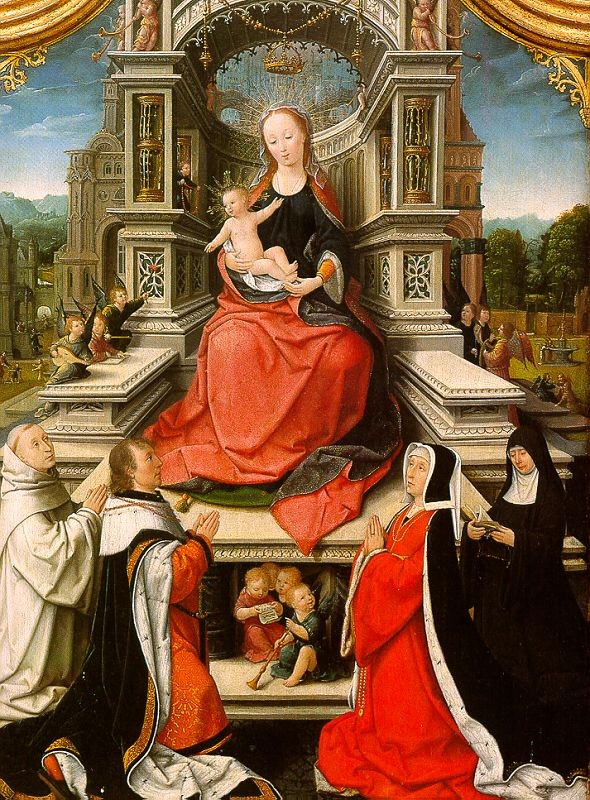
Jehan Bellegambe, Triptyque du Cellier (vers 1509), New York, Metropolitan Museum of Art. Sainte Humbeline, sœur de Bernard et Jeanne de Boubais, abbesse de l'abbaye de Flines, aux pieds de la Vierge à l'Enfant.

Bernard, pourtant si engagé dans son monastère, sillonne les routes d'Europe occidentale pour défendre l'Église et porter témoignage de sa vision de Dieu. En 1129, il participe au concile de Troyes, convoqué par le pape Honorius II et présidé par Matthieu d'Albano, légat du pape. Bernard est nommé secrétaire du concile, mais en même temps il est contesté par une partie du clergé, qui pense que, simple moine, il n’a pas à se mêler de choses qui ne le regardent pas. Il finit par se disculper. C'est lors de ce concile que Bernard fait reconnaître les statuts de la milice du Temple, les Templiers, dont il a grandement influencé la rédaction.
L'existence d'un ordre de moines appelés à manier l'épée et à verser le sang était, selon Jean Flori, une « monstruosité doctrinale » que Bernard de Clairvaux réussit à faire accepter par le concile. Ce qui officialisa l'intégration définitive, dans la doctrine de l'Église romaine, de la notion de guerre sainte.
En 1130, il adresse une lettre aux chevaliers du Temple. Il explique que pour un chrétien il est plus difficile de donner la mort que de la recevoir. Il fustige le « chevalier du siècle » qui engage des guerres. Il rappelle que le Templier est un combattant discipliné sans orgueil et sans haine.
Devenu une personnalité importante et écoutée dans la catholicité, il intervient dans les affaires publiques, il défend les droits de l'Église contre les princes temporels, et conseille les papes. Il attache en effet une grande vénération au trône de saint Pierre.

### Schisme d'Anaclet
En 1130, après la mort d'Honorius II, deux papes rivaux sont élus par les cardinaux : le cardinal Aimeric, qui prend le nom d'Innocent II, et le cardinal Pierleone, qui prend le nom d'Anaclet II. Ce dernier reçoit le soutien de Roger II, duc des Pouilles et de Calabre, lequel reçoit le titre de roi de Sicile. En France, Louis VI convoque un synode à Étampes et demande à Bernard d'y siéger. Dans une intervention enflammée, Bernard se déclare en faveur d'Innocent II, car il le juge plus saint, donc plus apte, et certainement élu par le groupe le plus sain (sanior pars) des cardinaux.
Anaclet II appartient à une famille issue d'un juif converti, il se pourrait que cela ait influencé le choix. Bernard, qui s'opposera par ailleurs aux massacres des Juifs pendant la deuxième croisade, écrit qu'il considère comme une injure que la « race juive » puisse occuper le siège de saint Pierre.
Le roi de France et son clergé reconnaissent alors Innocent II, qui se réfugie en France. L'empereur germanique Lothaire III le reconnaît à son tour et conduit une expédition pour l'installer à Rome. Bernard accompagne l'empereur et le pape quand ils entrent dans Rome en 1133. Mais Innocent II est rapidement attaqué par les partisans d'Anaclet. Il réunit le concile de Pise en mai-juin 1135, pour anathématiser son rival.
Bernard y prononce un discours très violent. Il négocie ensuite le ralliement de la ville de Milan au pape. De retour d'Italie la même année, il rencontre le duc d'Aquitaine à Parthenay. C'est à cette occasion que se produit la conversion miraculeuse de ce dernier. En 1137, il essaye en vain de faire changer Roger II de camp. Après la mort d'Anaclet en janvier 1138, Innocent II convoque le deuxième concile du Latran pour mettre fin au schisme.

### Bernard et la seconde croisade (1146)

#### Prêche pour la croisade

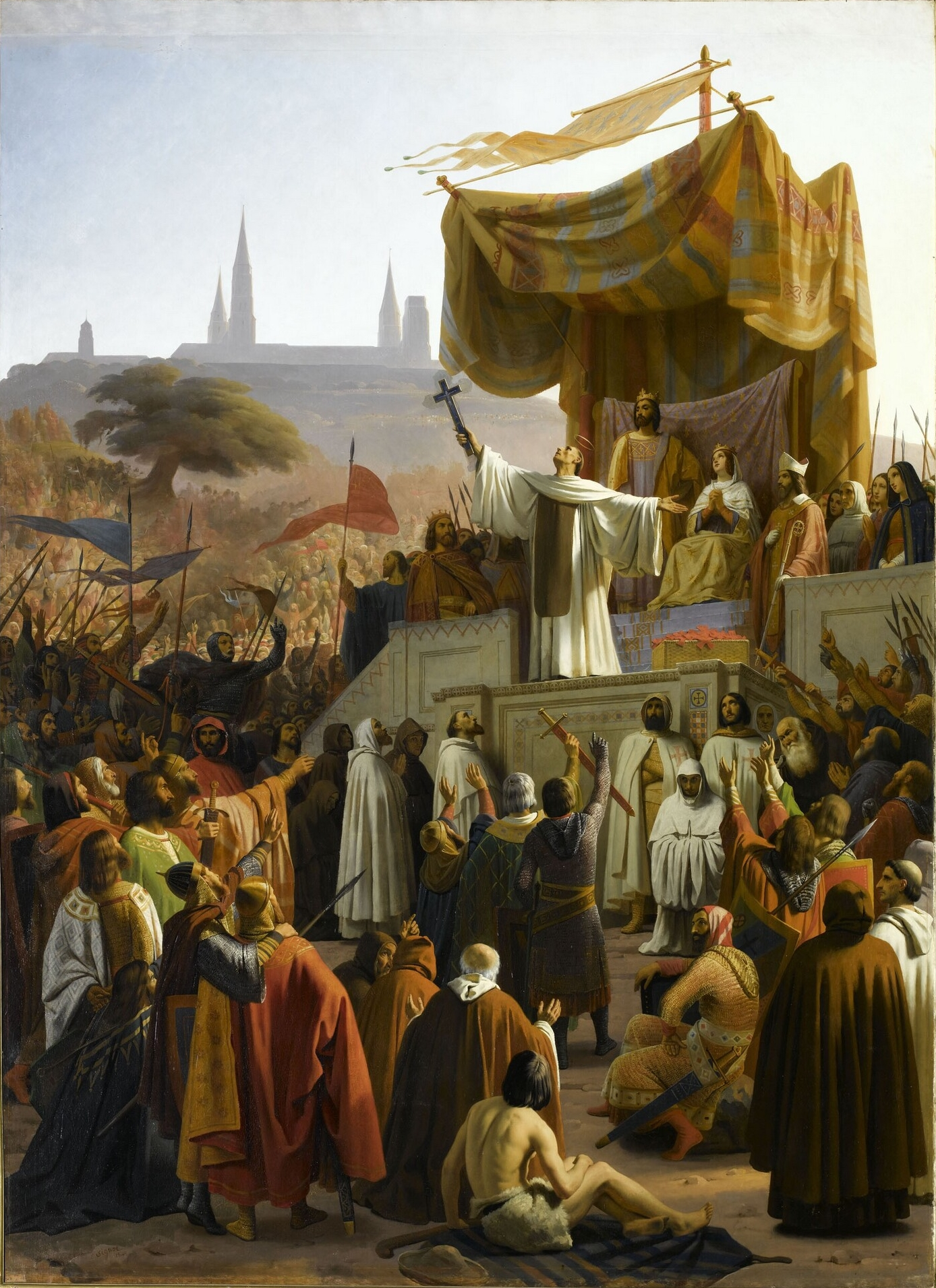
Émile Signol, Saint Bernard prêche la deuxième croisade (1840). Versailles, musée de l'Histoire de France.

En 1145, Bernard de Clairvaux donne un pape à l'Église, Eugène III, dont Bernard devient le maître à penser. Il suggère à celui-ci la création de l'auditorium, ancêtre du tribunal de la Rote. Cette institution permet au pape de se dégager des procès de plus en plus nombreux que la papauté devait régler.
Lorsque le royaume de Jérusalem se trouve menacé après la chute du comté d'Édesse, Eugène III demande à Bernard de prêcher la deuxième croisade, laquelle sera entreprise en grande partie à l'initiative du roi de France Louis VII le Jeune.
À cette époque, Bernard de Clairvaux a cinquante-six ans. Plus préoccupé par le développement de l'hérésie cathare, il est réticent à l'idée de s'associer à une croisade en Terre sainte. Il ne s'incline que par obéissance au pape. Il prend la parole le 31 mars 1146, le jour de Pâques, au milieu d'une foule de seigneurs et chevaliers réunis et d'étendards au pied du versant nord de la colline de Vézelay, l'église étant trop petite pour contenir cette assemblée. Son discours enflamme la foule. Il évoque Édesse profané et le tombeau du Christ menacé. Il invite les chevaliers qui veulent se croiser à l'humilité, à l'obéissance et au sacrifice. Après son prêche, on lui arrache même des morceaux de son vêtement pour en faire des reliques. Son prestige entraîne donc le peuple de France.
Néanmoins, certains historiens comme Pierre Bauduin remarquent que la présence de Bernard à Vézelay n'est attestée par aucune source de l'époque et qu'il ne subsiste pas la moindre partie du sermon.
Il prêche aussi à Spire. Finalement, le roi de France Louis VII et l'empereur Conrad III de Hohenstaufen prennent la croix. L'échec de la deuxième croisade lui est ensuite reproché de partout, de Rome, de la cour de France, des évêques et des maîtres des écoles. Bernard est blessé par ces attaques mais soumis au pape, il accepte d'être mis à la tête d'une nouvelle croisade qui ne partira d'ailleurs jamais.

#### Lutte contre les violences anti-judaïques
En Germanie (Allemagne), sa campagne pour la croisade lui donne l'occasion de combattre les discours du prédicateur populaire Raoul, Rodolphe ou Rudolf, un ancien moine cistercien de Clairvaux qui forçait les Juifs à choisir entre le baptême et la mort. Ce prêche provoqua contre les Juifs une flambée de violences, et méconnaissait l'apôtre Paul, qui affirme « qu'à la fin des temps tout Israël sera sauvé », de sorte qu'au sujet des Juifs, la doctrine de l'Église catholique au XIIe siècle était que leur conversion doit être obtenue par la prière : « Serait-elle abolie cette prière universelle que l'Église élève du lever au coucher du soleil pour les Juifs sans foi — pro perfidis Iudaeis — pour que le Seigneur Dieu ôte le voile de leurs cœurs et qu'ils passent de leurs ténèbres à la lumière de la vérité ? » Alerté par les évêques qui protégeaient traditionnellement les Juifs, Bernard, qui est lui-même partisan du baptême forcé des non-chrétiens, s'en prit à Rudolf, affirmant que celui-ci « n'a reçu de personne mission de prêcher ». 

« Ni les anges ni les apôtres n'approuvent le meurtre des Juifs. L'Église prie au contraire pour leur conversion et elle est assurée », affirme Bernard.
« La doctrine de Rodolphe ne procède pas de Dieu : elle vient du Démon, le père du mensonge qui est homicide depuis le commencement. »

Lors de ses déplacements en Allemagne, Bernard ne cesse de répéter : 

« Ne touchez pas aux Juifs, ils sont la chair et les os du Seigneur. »

Il importe en effet à ses yeux qu'en leur laissant la vie, leur misère témoigne et de leur crime déicide et de leur erreur religieuse de sorte qu'« ils subissent alors de justes peines pour un si grand forfait ». Les sources juives révèlent une connaissance précise des faits, mais aussi des motivations théologiques invoquées par Bernard pour la défense des Juifs,. L'auteur du Sepher Zekhira [« Livre du souvenir »] parle avec reconnaissance de la protection des communautés allemandes par l'intervention de Bernard : 

« Et Dieu envoya après cet homme de Bélial un digne prêtre, grand et maître de tous les prêtres… du nom de Bernard, abbé de Clairvaux… Il leur parla en ces termes : “Il est bon que vous marchiez contre les Ismaélites, mais celui qui touche à un juif pour le tuer, c'est comme s'il touchait à Jésus lui-même. Et mon disciple Rodolphe, qui a dit de les exterminer, n'a pas parlé justement, car il est écrit à leur propos dans les Psaumes : Ne le tue pas, de peur que mon peuple ne l'oublie…”
Et sans la miséricorde de cet abbé, il ne serait pas resté d'Israël un seul survivant. »

Dans sa lettre aux habitants de l'Allemagne, Bernard écrivait : « Nous avons appris, et nous en sommes réjouis, que parmi vous brûlait l'ardeur de Dieu. Mais il convient que ne fasse pas défaut la compréhension. Il ne faut pas s'attaquer aux Juifs, ni les tuer, ni même les expulser. […] Ils ont été dispersés et souffrent un dur exil sous des souverains chrétiens. Mais ils reviendront vers le soir et, au temps marqué, ils croiront. Et alors, selon les paroles de l'apôtre : “jusqu'à ce que soit entrée la totalité des païens, c'est alors qu'Israël sera sauvé” (Romains XI, 25-26). »
L'attitude de Bernard sur la question juive se fonde sur les Pères des Ve et VIe siècles : « Il est interdit de tuer les Juifs, tout en les abaissant, parce qu'ils témoignent de la vérité de la foi chrétienne, incarnant comme ils le font le sort de ceux auxquels la foi fut donnée d'abord, et qui, dans leur aveuglement, l'ont repoussée, et se refusent à voir la lumière qui brille autour d'eux. »

Selon Joshua Prawer, Bernard de Clairvaux définit les positions de l'Église catholique à l'égard des deux religions juive et islamique : 

« Les Juifs ont l'espoir d'être sauvés, parce qu'un jour viendra où leurs yeux se décilleront et où ils se convertiront, contrairement aux musulmans ; les Juifs sont l'objet d'une promesse divine qui n'a pas encore été réalisée mais qui le sera et à l'égard de ce peuple d'où sortirent les patriarches, d'où sortit le Christ “selon la chair”, une promesse a été faite, et quiconque les protège rend possible et peut-être contribue à réaliser une promesse divine. »

### Lutte pour la sauvegarde de la doctrine catholique
Dans cette période de développement des écoles urbaines, où les nouveaux problèmes théologiques sont discutés sous forme de questions (quæstio) et d'argumentation et de recherche de conclusion (disputatio), Bernard est partisan d'une ligne traditionaliste.

#### Lutte contre Abélard
Bernard combat les positions d'Abélard, inventeur de la théologie, le mot et la chose, c'est-à-dire l'introduction de la réflexion aristotélicienne, la Logica nova, dans la patristique et le commentaire de l'Évangile. Il le fait condamner au concile de Sens en 1140. Aux yeux de Bernard, Abélard incarne des choses détestables : l'intelligence triomphante, l'arrogance dominatrice, les prouesses dialectiques, une célébrité immense, fondée sur une foi passée au crible de la raison au détriment, selon lui, de la vie intérieure, l'obstination à défendre ses positions.
Bernard refuse que les secrets de Dieu, en particulier la Trinité, principal point d'achoppement entre les deux hommes, soient examinés et questionnés par la raison. Il veut que la raison reconnaisse ce qu'il y a d'infiniment profond et d'incompréhensible dans les choses divines. Son attitude tranchante entraîne des pamphlets contre lui comme celui que Bérenger de Poitiers écrit après l'affaire Abélard : « Depuis longtemps la renommée aux ailes rapides a répandu dans l'univers entier le parfum de ta sainteté, proclamé tes mérites, pompeusement propagé tes miracles. Tu as pris Abélard comme cible de ta flèche pour vomir contre lui le venin de ton aigreur, pour le rayer de la terre des vivants, pour le mettre au rang des morts. Tu étais enflammé contre Abélard non du zèle de la correction, mais du désir de ta propre vengeance ».

#### Bernard combat la thèse de l'Immaculée Conception
Parmi les positions doctrinales soutenues par Bernard, certaines sont encore proches de la théologie de la Pentarchie (église trinitaire avant le schisme de 1054) et contraires à des dogmes définis plus tard par l'Église catholique. C'est ainsi qu'en 1139, il écrit une Lettre aux Chanoines de Lyon (épître 174), où, malgré sa dévotion à la Vierge, il combat la pratique, alors relativement nouvelle, de fêter l'Immaculée Conception et argumente contre la thèse qui fonde cette fête : « La Vierge Marie a tant de titres irrécusables à nos respects, elle est élevée si haut en dignité, qu'elle n'a pas besoin qu'on lui prête de faux titres à notre vénération… Sa naissance fut sainte, parce que dès le ventre de sa mère elle avait été comblée de grâce et de sainteté (comme Jérémie, et comme Jean-Baptiste). Si Marie n'a pu être sanctifiée avant d'être conçue - puisqu'elle n'existait pas encore -, il n'est pas moins certain qu'elle ne l'a pas été non plus au moment même de sa conception, puisque la conception est inséparable du péché… Si elle est née, elle n'a pas été conçue sans péché. »

#### Indissolubilité du mariage
En 1141-1142, Bernard intervient dans un conflit entre le roi Louis VII et le pape Innocent II. Le pape a mis l'interdit sur Louis VII et excommunié Raoul Ier de Vermandois, sénéchal du roi, qui, sur le conseil du roi, a répudié sa première épouse, Éléonore de Blois, pour épouser Pétronille d'Aquitaine. C'est le comte Thibaud IV de Champagne, oncle de l'épouse répudiée, qui a porté l'affaire devant le pape. Louis VII fait marcher son armée sur la Champagne et la situation de Thibaud est bientôt désespérée. Louis VII propose la paix, à condition que Thibaud IV obtienne du pape la levée de l'interdit et de l'excommunication. Thibaud IV accepte et Bernard se porte garant pour lui.
Cependant, Bernard s'acquitte de ses engagements d'une façon où l'abbé Vacandard voit « une combinaison dont la loyauté était absente » : il propose au pape de lever l'excommunication « puisque vous auriez le droit de renouveler immédiatement une excommunication qui n'est que trop juste et de la confirmer pour toujours. Ainsi, la ruse déjouerait la ruse, la paix sera rétablie, et celui qui se glorifie de sa mauvaise foi n'en tirera aucun avantage ». L'intervention de Bernard semble l'avoir mis en disgrâce aux yeux du pape, mais Innocent II entre dans la manœuvre qui lui est proposée : il lève l'excommunication, puis somme Raoul de Vermandois de cesser son adultère avec Pétronille et de reprendre sa première épouse sous peine d'une nouvelle excommunication.

#### Croisade contre le catharisme

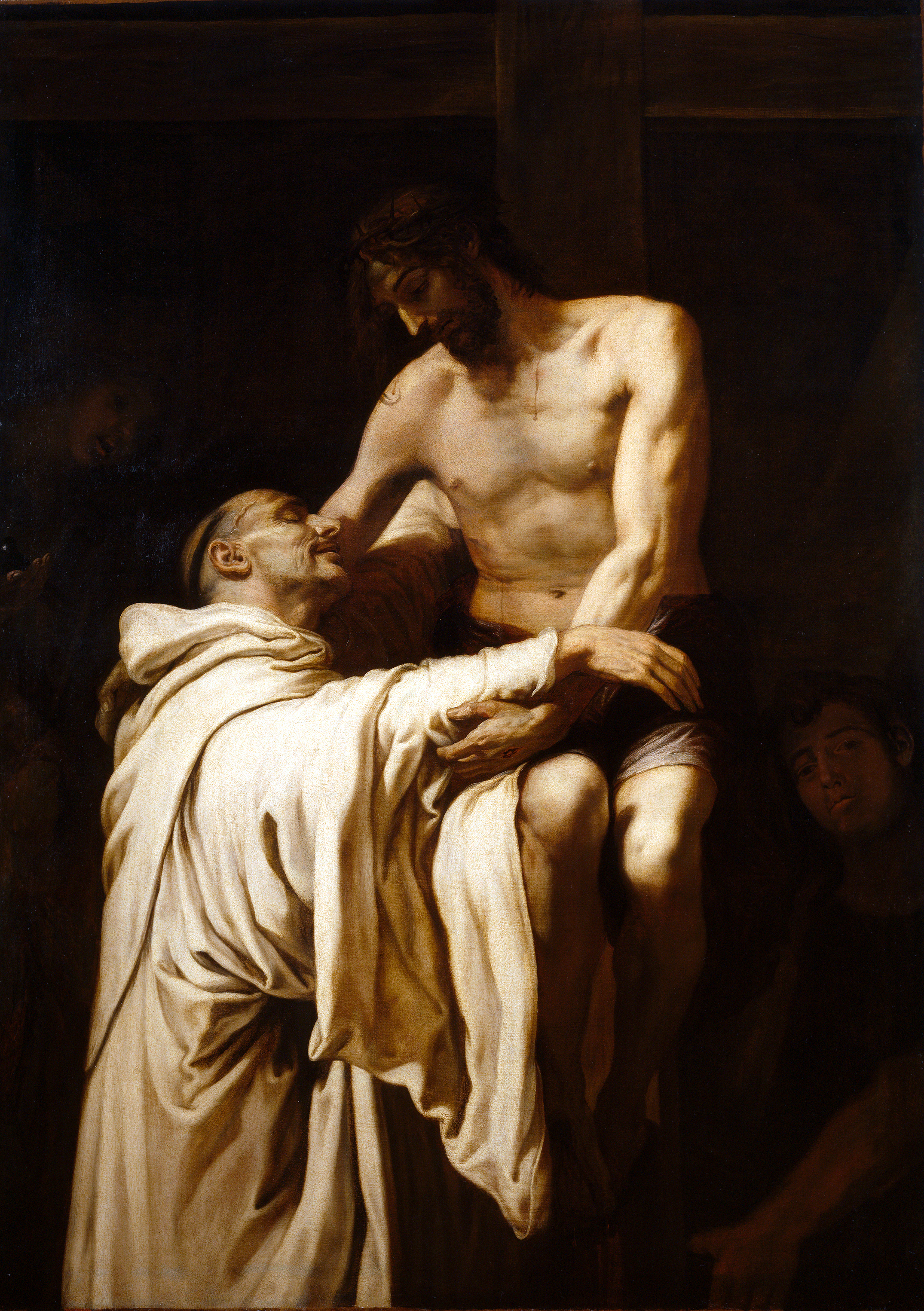
Francisco Ribalta, Le Christ embrassant saint Bernard de Clairvaux, Madrid, musée du Prado. Illustration de son titre de Doctor mellifluus dans sa louange au Fils de Dieu.

À la même époque, le catharisme fait de grand progrès dans le Midi de la France. Bernard intervient pour réfuter les doctrines cathares. En 1145, il accompagne en Languedoc Albéric d'Ostie, légat du pape Eugène III, et Geoffroy de Lèves, évêque de Chartres, afin de prêcher contre l'« hérésie » dans cette région. Il passe par Poitiers, Bergerac, Périgueux, Sarlat, Cahors, Albi, Verfeil. C'est dans cette dernière localité que, rencontrant les cathares, Bernard, enflammé du zèle de la foi, aurait prononcé ces mots en quittant la ville : « Verfeil [verte feuille], que Dieu te dessèche, ! »
Avant de se retirer au monastère de Cîteaux pour des problèmes de santé, Bernard de Clairvaux écrivait dans un sermon : on ne les convainc ni par le raisonnement (ils ne comprennent pas) ni par les autorités (ils ne les reçoivent pas), ni par la persuasion (car ils sont de mauvaise foi). Il semble qu’ils ne puissent être extirpés que par le glaive matériel.[réf. nécessaire]
Selon Pierre des Vaux de Cernay, apologiste de la croisade et de Simon de Montfort, Bernard aurait déclaré : « saisissez-les et ne vous arrêtez pas, jusqu’à ce qu’ils périssent tous car ils ont prouvé qu’ils aimaient mieux mourir que se convertir » mais Pierre des Vaux de Cernay, qui est né en 1185, soit 40 ans après le prêche de Bernard en Languedoc en 1145, écrit très longtemps après les faits et rien ne vient appuyer cette affirmation : selon Anne Brenon, l'attribution (en l'absence de texte écrit de sa main qui la contienne) de cette phrase à une personnalité d'autorité morale et spirituelle reconnue comme Bernard, avait pour but d'appuyer l'organisation de la croisade des albigeois par l'Église catholique et le pouvoir royal, pour déraciner une foi bien ancrée dans les populations méridionales, ce qui aboutit en 1209 avec la première expédition militaire.

#### Tentative de faire condamner Gilbert de la Porrée
Au concile de Reims, en 1148, auquel assistait son ami le saint abbé Gossuin d'Anchin, il porte une accusation d'hérésie contre Gilbert de la Porrée, évêque de Poitiers. Il n'obtient qu'un mince avantage, et son adversaire conserve son évêché et toute sa considération. Plein de zèle pour l'orthodoxie, Bernard combat aussi les thèses de Pierre de Bruys, d'Henri de Lausanne, d'Arnaud de Brescia, et condamne les excès de Rudolf, qui demandait le massacre des juifs. En cette même année, il prêche la croisade en Hainaut et séjourne à Mons, la capitale des comtes de Hainaut. Son arbitrage est accepté dans toute l'Europe du XIIe siècle.

### Relations avec le pouvoir temporel
Bernard, qui interprète le passage des deux glaives dans l'Évangile de Luc, comme subordonnant le pouvoir temporel au pouvoir spirituel, s'oppose plusieurs fois aux rois de France. Il traite Louis VI de nouvel Hérode quand celui-ci cherche à déposer l'archevêque de Sens, il accuse Suger de négliger son abbaye de Saint-Denis, le poussant ainsi à se consacrer davantage à l'administration de son abbaye à partir de 1127. En 1138, une crise éclate lorsque le roi Louis VII accorde son investiture pour l'évêché de Langres à un moine de Cluny et non au candidat de Bernard de Clairvaux.
Bernard fonde jusqu'à 72 monastères, répandus dans toutes les parties de l'Europe : trente-cinq en France, quatorze en Espagne, dix en Angleterre et en Irlande, six en Flandre, quatre en Italie, quatre au Danemark, deux en Suède et un en Hongrie.
En 1151, deux ans avant sa mort, il y a 500 abbayes cisterciennes. Clairvaux compte 700 moines. Bernard meurt en 1153, à soixante-trois ans. Canonisé le 18 janvier 1174 par Alexandre III, Bernard de Clairvaux a été déclaré Docteur de l'Église par Pie VIII en 1830. On le fête le 20 août.

## Spiritualité de Bernard de Clairvaux

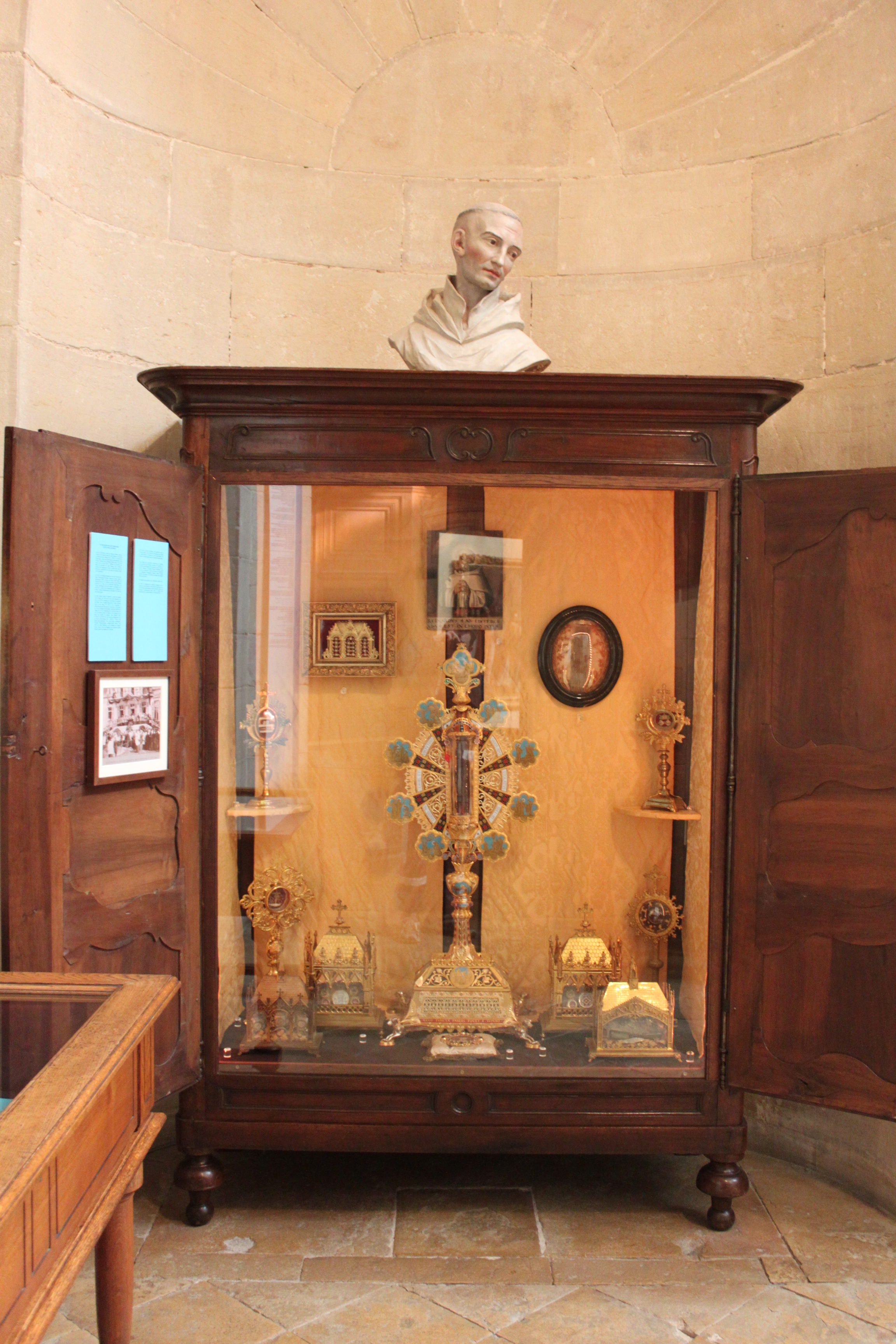
Armoire de reliques de saint Bernard. Musée d'Art sacré de Dijon de l'église Sainte-Anne de Dijon.

Bernard s'adresse à des moines. Sa théologie mystique concerne des hommes qui se vouent à la prière et à l'amour de Dieu. Pour lui, tout savoir humain n'a d'importance que dans la mesure où il est ordonné à la vérité religieuse.

### Paix intérieure
En entrant au monastère, le moine laisse tout, sa vie est rythmée par la liturgie. Rien ne doit le perturber dans sa vie intérieure. Le monastère a pour fonction de favoriser cet aspect de la spiritualité cistercienne. C'est pourquoi les rituels cisterciens sont précisément codifiés dans les Ecclesiastica officia et que l'architecture des couvents doit répondre avant tout à cette fonction suivant les instructions précises de Bernard de Clairvaux.
Avant d'être une mystique, la spiritualité cistercienne est une spiritualité incarnée : que la vie quotidienne aille de soi est la condition sine qua non de la paix intérieure et du silence, propices à la relation avec Dieu. Tout doit y conduire et rien n'en distraire. Ainsi, l'architecture, l'art ou les manuscrits cisterciens adoptent un style pur et dépouillé. Sous l'impulsion de Bernard de Clairvaux, mû par un idéal d'austérité, un style très épuré est utilisé pour les manuscrits de Cîteaux vers 1140-1160 avec un apogée atteint entre 1160 et 1180. Il se caractérise par de grandes initiales peintes en camaïeu d'une seule couleur, sans représentation humaine ou animale ni utilisation d'or. En édictant ces règles sur les enluminures, Bernard de Clairvaux souhaite également éviter que des artistes extérieurs aux abbayes n'y pénètrent. En faisant cela, Bernard de Clairvaux voulait préserver l’indépendance d’une abbaye et éviter le contact avec le monde extérieur, ce qui pourrait entraîner des conflits selon lui. 

### Cheminement vers Dieu
Bernard de Clairvaux, dans son traité De l'Amour de Dieu, est à la source d'une véritable école spirituelle en faisant passer un pas décisif à la littérature descriptive des états mystiques. Il développe un ascétisme extrême de dépouillement qui est très visible d'un point de vue artistique. La liturgie développe des mélodies épurées totalement au service de la parole divine pour en révéler toute la richesse et le mystère qui y est contenu. Il est donc crucial que l'écoute ne soit pas perturbée par d'autres signaux, d'où la recherche du silence. Il n'y a pas d'écoute vraie sans l'attitude fondamentale d'humilité. Pour Bernard de Clairvaux, 

« l'humilité est une vertu par laquelle l'homme devient méprisable à ses propres yeux en raison de ce qu'il se connaît mieux. »

Cette authentique connaissance de soi ne peut être obtenue que par le retour sur soi. Par la connaissance de sa propension au péché, le moine se doit d'exercer, comme Dieu, la miséricorde et la charité envers tout homme. En s'acceptant tel qu'il est, grâce à cette démarche d'humilité et de travail intérieur, l'homme connaissant sa propre misère devient capable de compatir à celle d'autrui.
Selon Bernard de Clairvaux, on doit alors parvenir à aimer Dieu par amour de soi et non plus de Lui. La prise de conscience que l'on soit un don de Dieu ouvre à l'amour de tout ce qui est à Lui. Cet amour est, pour Bernard, le seul chemin qui permette d'aimer comme il le faut son prochain puisqu'il permet de l'aimer en Dieu. Finalement, après ce cheminement intérieur, on parvient au dernier stade de l'amour qui est d'aimer Dieu pour Dieu et non plus pour soi.

### Libre arbitre
Pour Bernard de Clairvaux, du fait de son libre arbitre, l'homme a la possibilité de choisir sans contrainte de pécher ou de suivre le cheminement qui conduit à l'union avec Dieu. Par l'amour de Dieu, il lui est possible de ne pas pécher et d'atteindre au sommet de la vie mystique en ne voulant plus autre chose que Dieu, c'est-à-dire de s'affranchir de toute possibilité de pécher en étant totalement libre. Ce qui meut le désir des cisterciens de quitter le monde, c'est l'union dans l'amour de la créature avec le créateur. Union parfaitement vécue par la Vierge Marie qui est le modèle exemplaire de la vie spirituelle cistercienne. C'est pourquoi les moines cisterciens lui vouent une dévotion particulière.

### Réflexions sur la croisade
À la fin de sa vie, dans une de ses œuvres majeures, De la Considération (1152), adressée au pape Eugène III, il accepte la responsabilité de l'échec de la deuxième croisade. Il écrit : « Je préfère voir les murmures des hommes s'élever contre moi que contre Dieu ». Continuant sa réflexion il demande : « L'homme doit-il cesser de faire ce qu'il doit parce que Dieu fait ce qu'il veut ? ». Il constate ensuite que Dieu a choisi Moïse pour sortir les Hébreux d'Égypte et les conduire en Terre promise, mais il ne les a pas fait entrer en Pays de Canaan car les Hébreux se sont montrés rebelles et incrédules. Dans une lettre à son oncle André de Montbard, maître du Temple, il écrit : « Le monde devra reconnaître qu'il vaut mieux mettre sa confiance en Dieu qu'en nos princes ». Il adjure les Templiers de rester des moines avant d'être des soldats.

## Principales œuvres

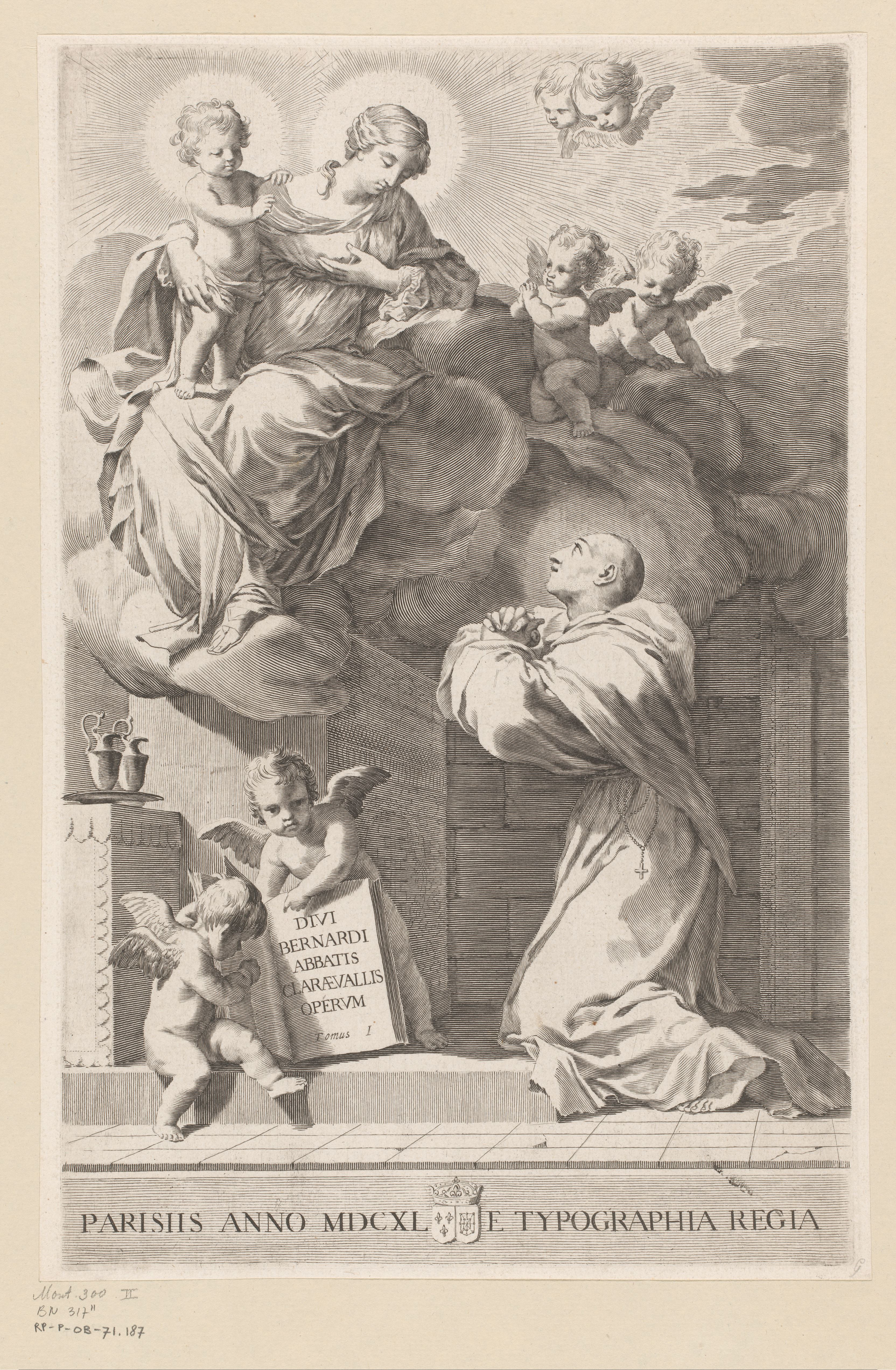
Divi Bernardi Abbatis Claraevallis Operum, Paris, Imprimerie Royale, 1640.

- Sermons sur le Cantique des Cantiques (trad. P. Verdeyen, R. Fassetta), Cerf, coll. « Sources chrétiennes », 1998-2007, 5 tomes.
- Sermons pour l'année (trad. M.-I. Huille, M. Lamy, A. Solignac), Cerf, coll. « Sources chrétiennes », 2004-2016, 2 tomes.
- À la louange de la Vierge Mère (trad. M.-I. Huille, J. Regnard), Cerf, coll. « Sources chrétiennes » (no 390), 2013. [lire sur Wikisource].
- Le Précepte et la Dispense [« De præcepto et dispensatione »] (trad. F. Callerot, C. Jaquinod, J. Miethke), Cerf, coll. « Sources chrétiennes » (no 457), 2000.
- La Conversion (trad. F. Callerot, C. Jaquinod, J. Miethke), Cerf, coll. « Sources chrétiennes » (no 457), 2000.
- Les Degrés de l'humilité et de l'orgueil [« De gradibus humilitatis et superbiæ »].
- L'Amour de Dieu [« De amore Dei »] (trad. F. Callerot, M.-I. Huille, J. Christophe, P. Verdeyen), Cerf, coll. « Sources chrétiennes » (no 393), 1993.
- La Grâce et le libre arbitre [« De gratia et libero arbitrio »] (trad. F. Callerot, M.-I. Huille, J. Christophe, P. Verdeyen), Cerf, coll. « Sources chrétiennes » (no 393), 1993.
- Apologie à Guillaume de Saint-Thierry [« Apologia ad Guillelmum abbatem »]. [lire sur Wikisource].
- Office de saint Victor (trad. C. Maître et alii), Cerf, coll. « Sources chrétiennes » (no 527), 2009.
- Éloge de la nouvelle chevalerie [« De laude novæ militiæ (en) »] (trad. Pierre-Yves Émery), Cerf, coll. « Sources chrétiennes » (no 367), 1990. Traduction en français par l'Abbé Charpentier, 1866, [lire sur Wikisource].
- Vie de saint Malachie [« Vita S. Malachiæ »] (trad. Pierre-Yves Émery), Cerf, coll. « Sources chrétiennes » (no 367), 1990.
- De la considération [« De consideratione »] (trad. Pierre Dalloz), Cerf, coll. « Sagesses chrétiennes », 2021.
- Lettres (trad. M. Duchet-Suchaux, H. Rochais), Cerf, coll. « Sources chrétiennes », 1997-2012, 3 tomes[83].

## Reliques

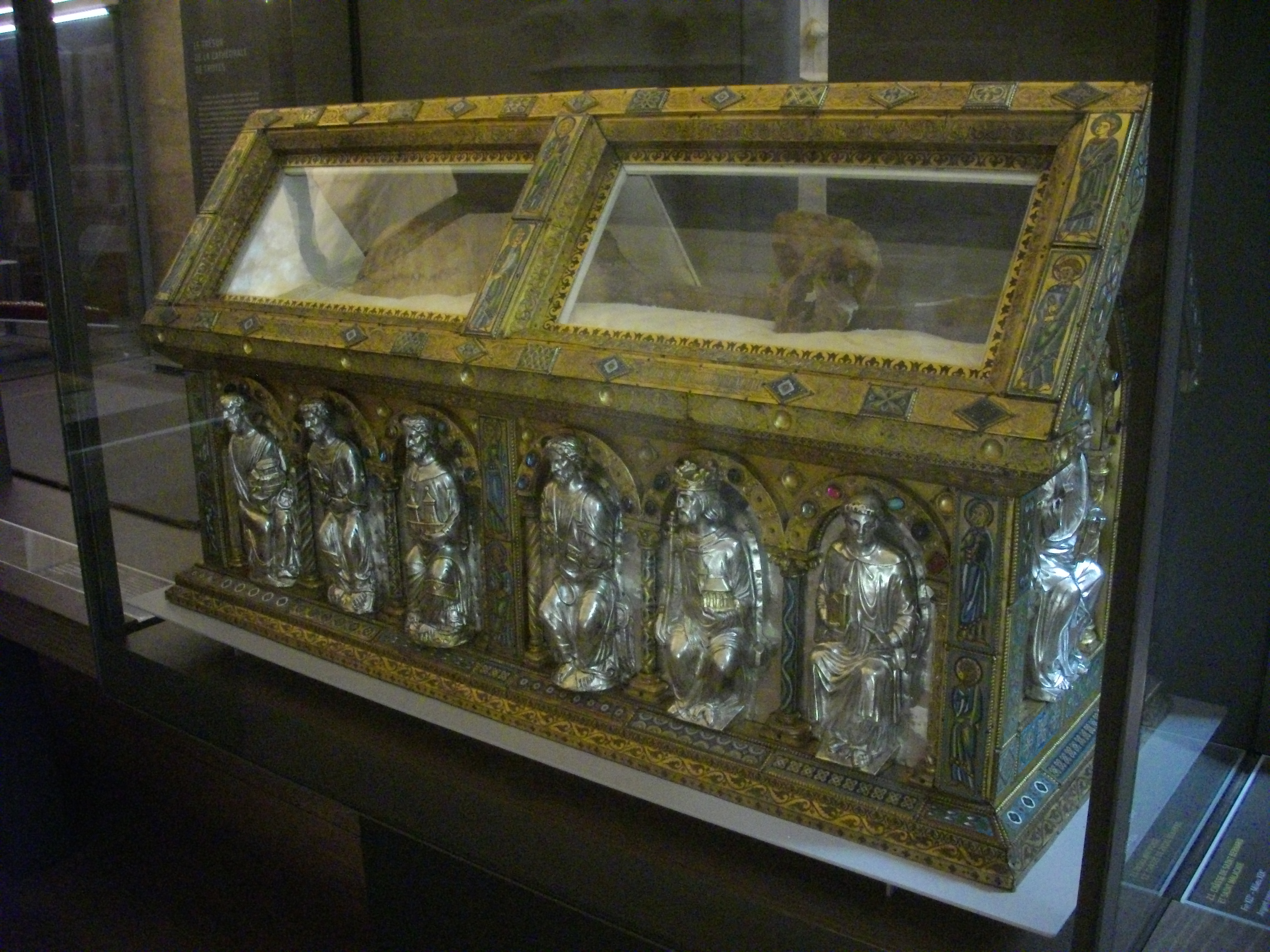
Châsse contenant le crâne de saint Bernard de Clairvaux.

Le crâne (chef) de Bernard de Clairvaux repose à la cathédrale Saint-Pierre-et-Saint-Paul de Troyes dans une châsse avec une relique de Malachie d'Armagh. D'autres reliques sont au musée d'Art sacré de Dijon. Autrement de nombreux ossements et objets personnels du saint ont été dispersés pour être vénérés notamment dans différents monastères de son Ordre ou dans des églises, par exemple à l'église Saint-Martin de Ville-sous-la-Ferté, à la basilique Notre-Dame-de-l'Assomption de Maastricht, et à l'église Saint-Jean-Baptiste à Burtscheid près d'Aix-la-Chapelle.
En 1965, des pèlerins allemands apportèrent un coffret contenant des reliques de sainte Hildegarde de Bingen et de Bernard de Clairvaux au sanctuaire de Lourdes. Elles sont conservées dans la chapelle Pax Christi à la basilique Saint-Pie-X.

"Reliques
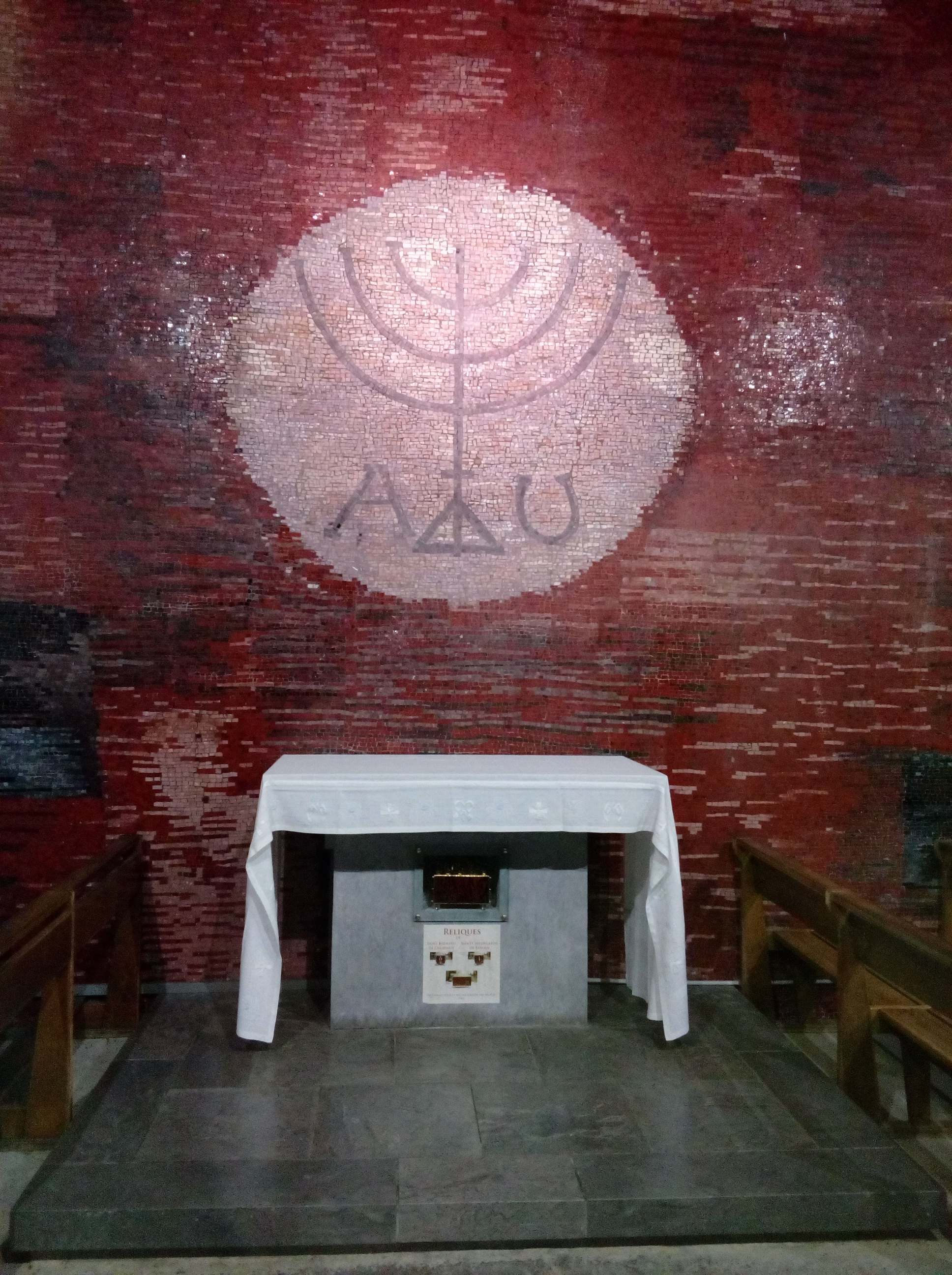
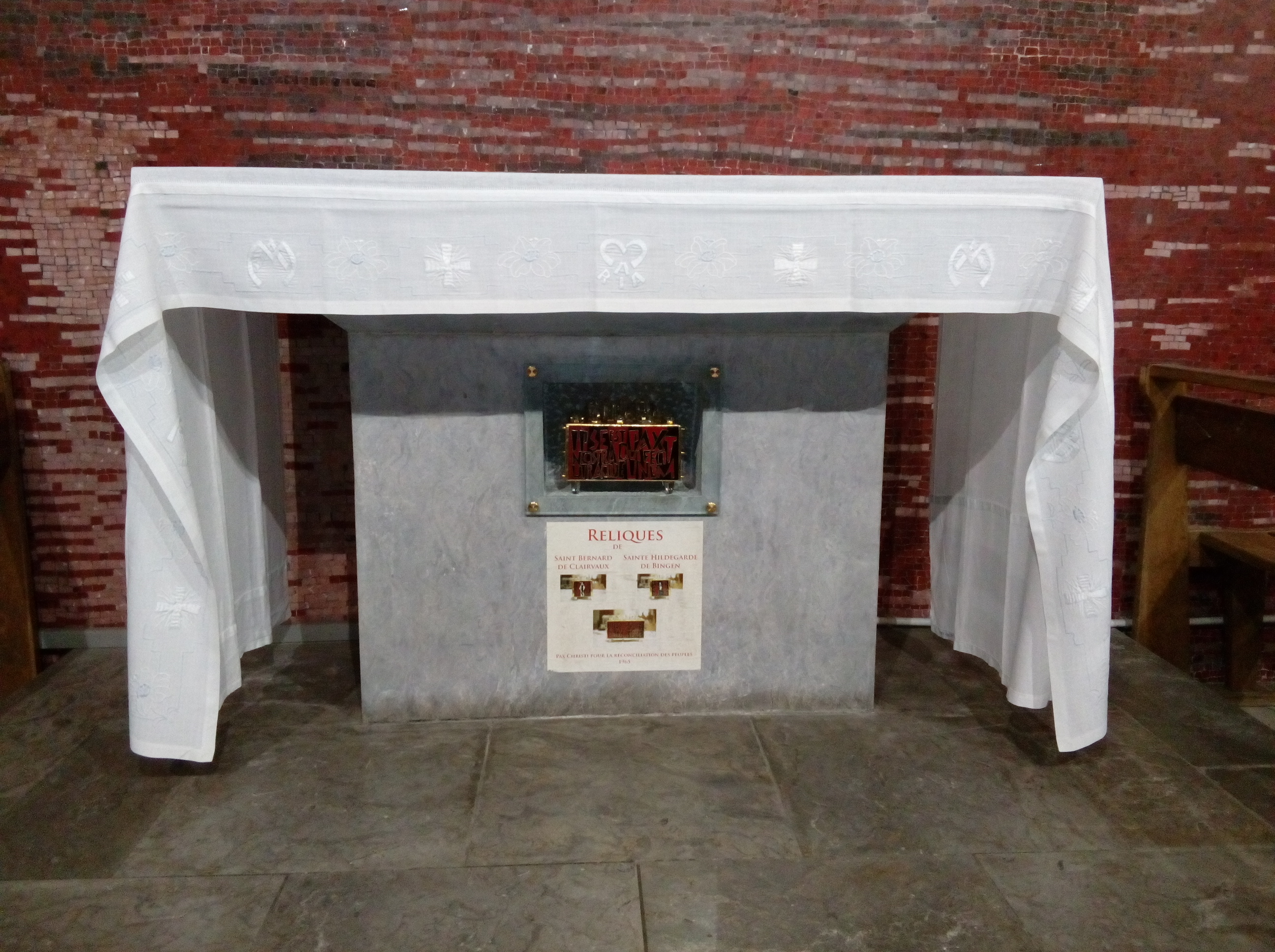
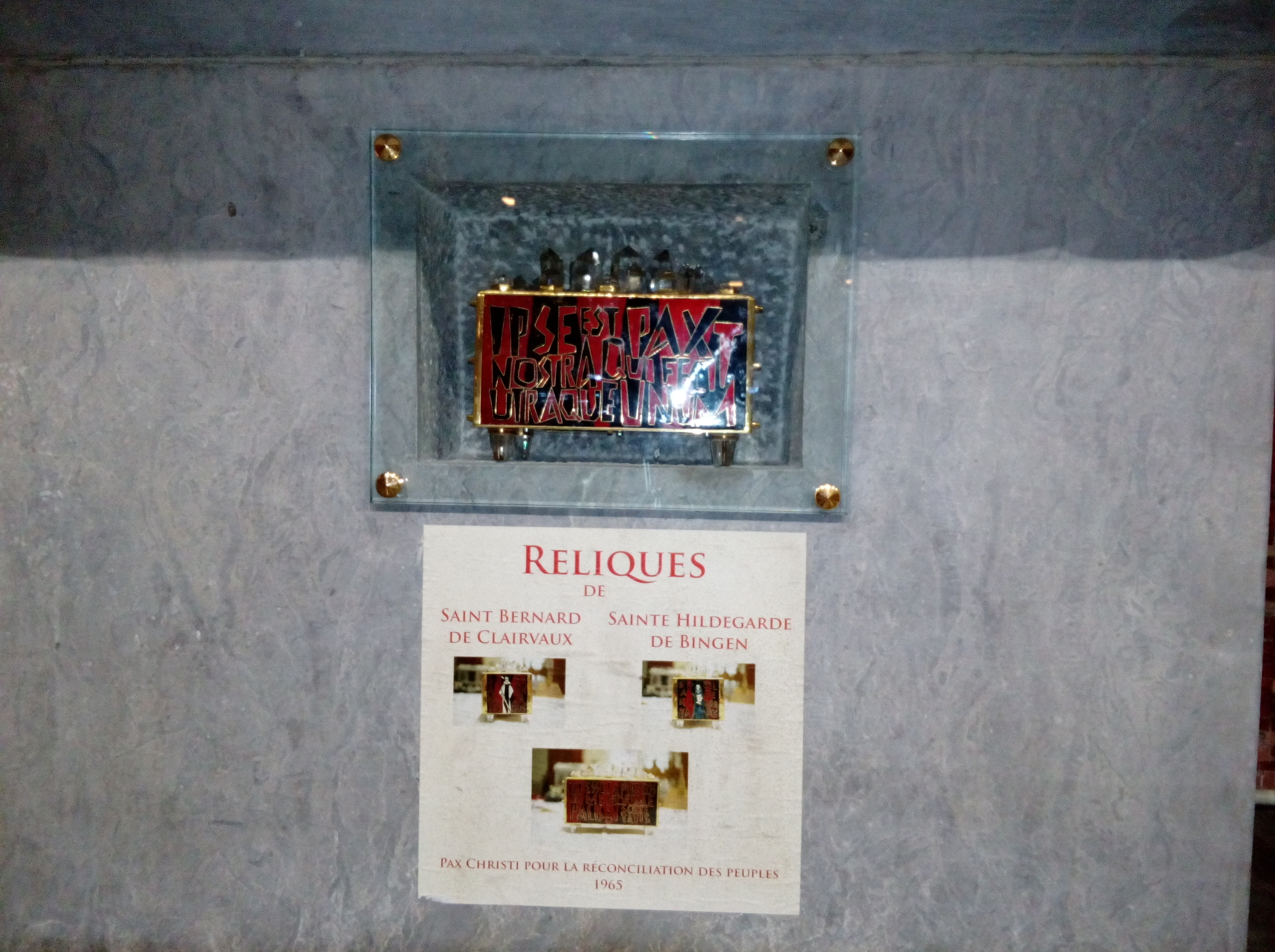

- Reliques d'Hildegarde de Bingen et de Bernard de Clairvaux (Lourdes, chapelle Pax Christi)

## Iconographie

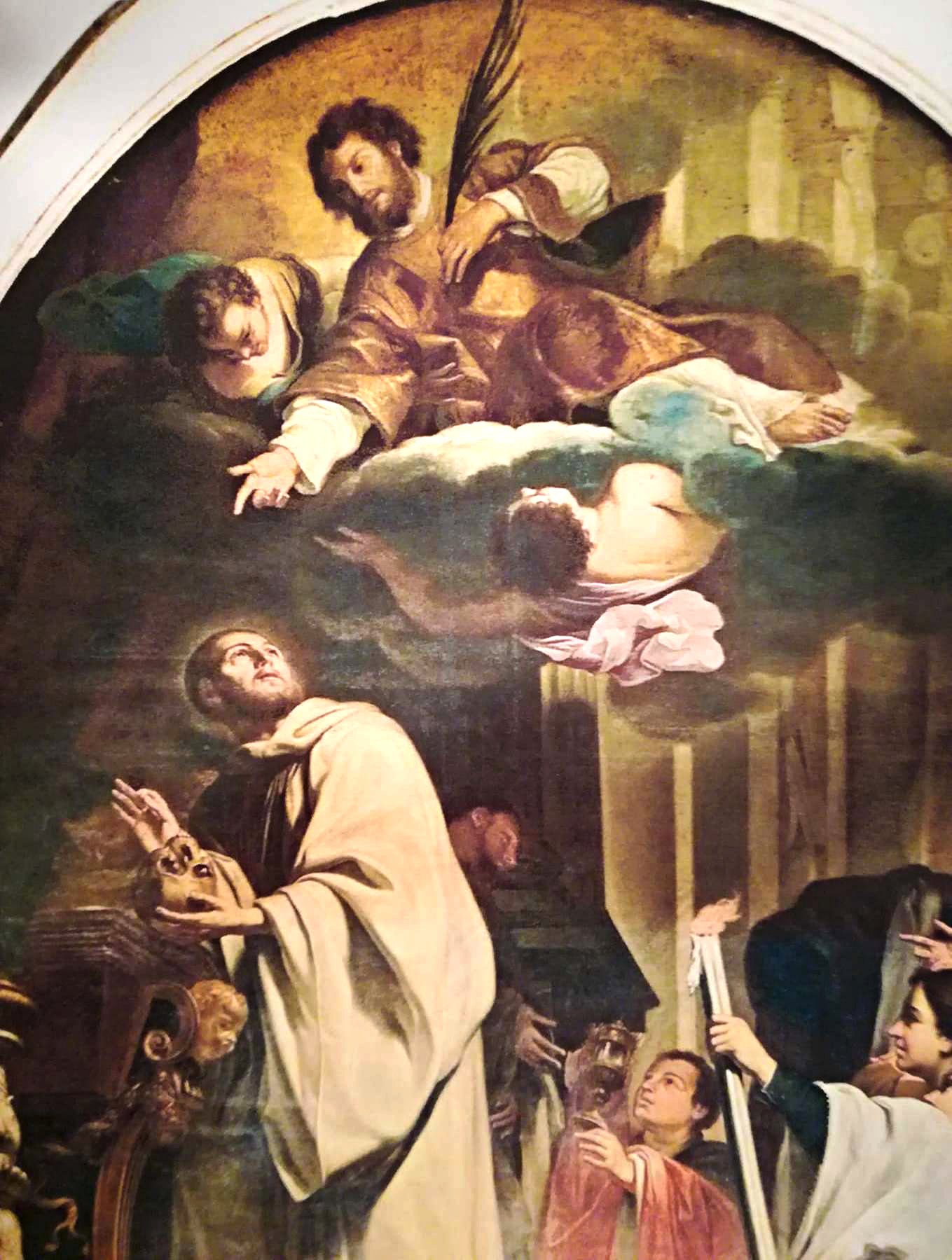
Jésus embrasse saint Bernard de Clairvaux. Couvent Santa Clara Funchal, Madère, Portugal.Saint Bernard de Clairvaux et le miracle de la dent de saint Césaire diacre et martyr de Terracine. Basilique Sainte-Croix-de-Jérusalem, Rome.
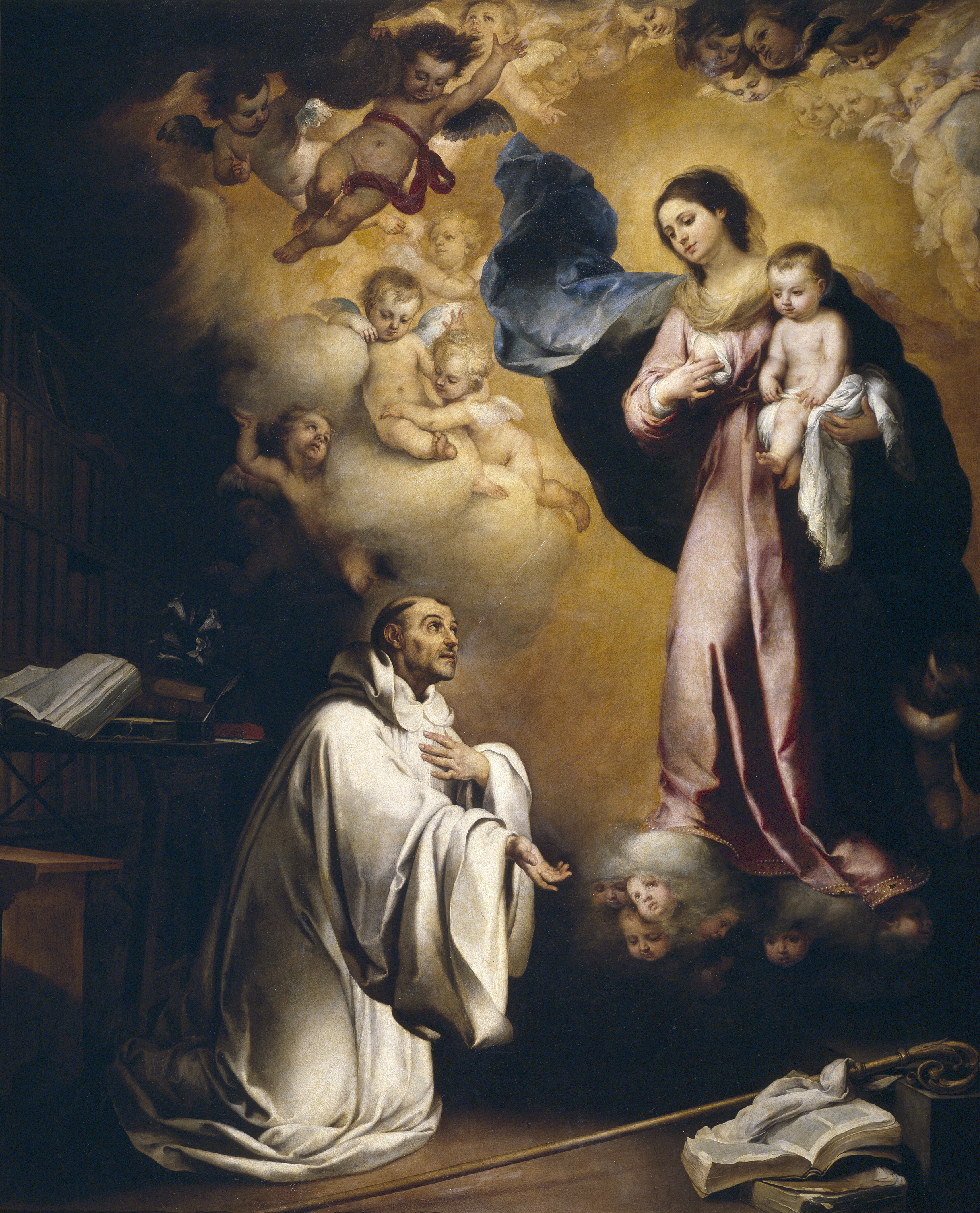
Bartolomé Esteban Murillo, La Vierge Marie envoyant son lait (lactation) à saint Bernard. Musée du Prado, Madrid.
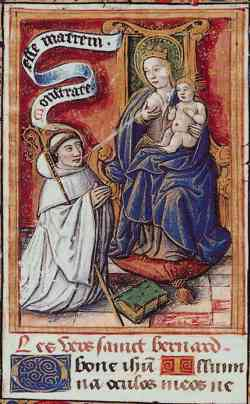
Bernard de Clairvaux recevant le lait de la Vierge.
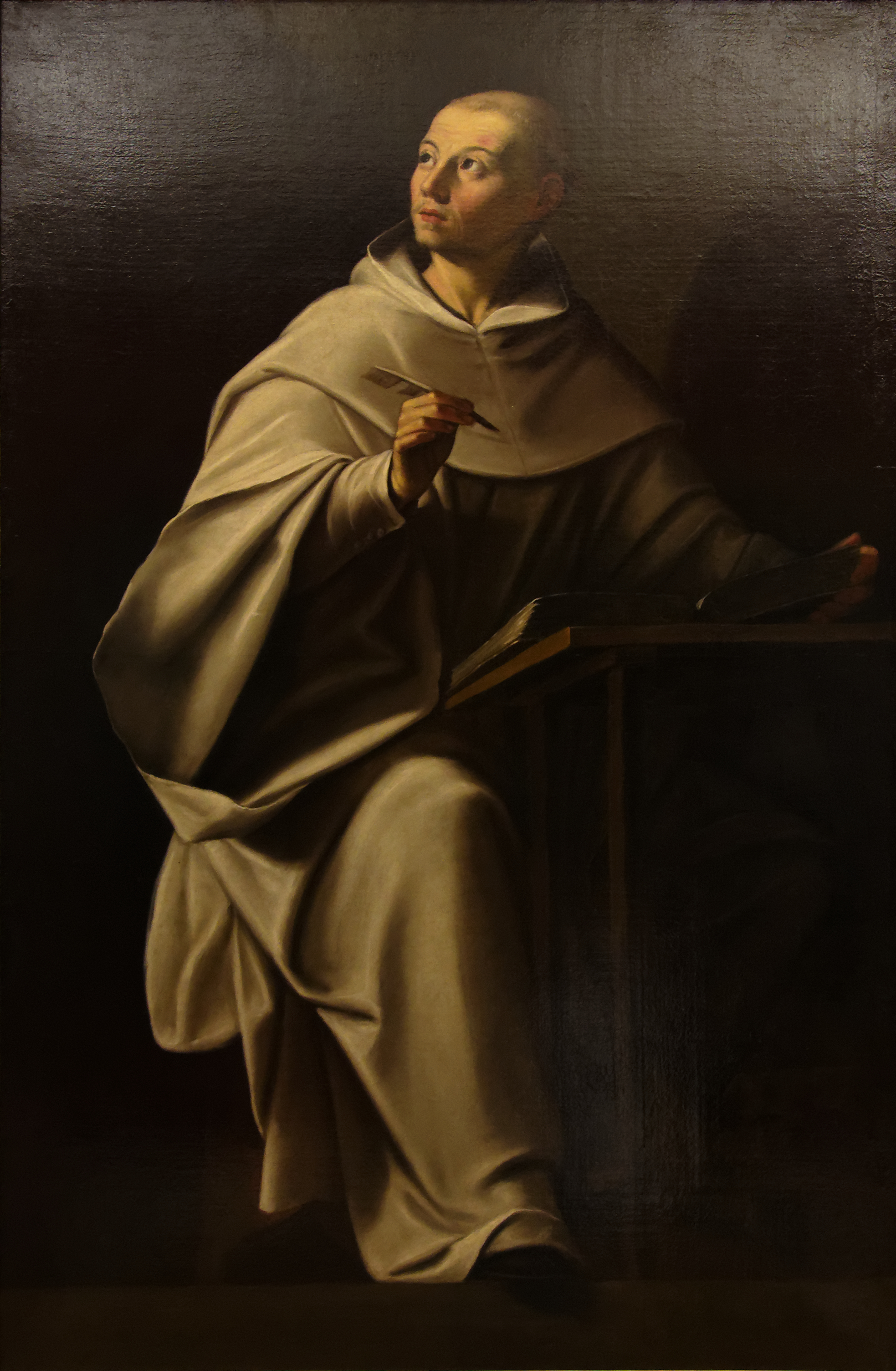
Philippe Quantin, Saint Bernard écrivant. Musée des beaux-arts de Dijon.

## Hommages

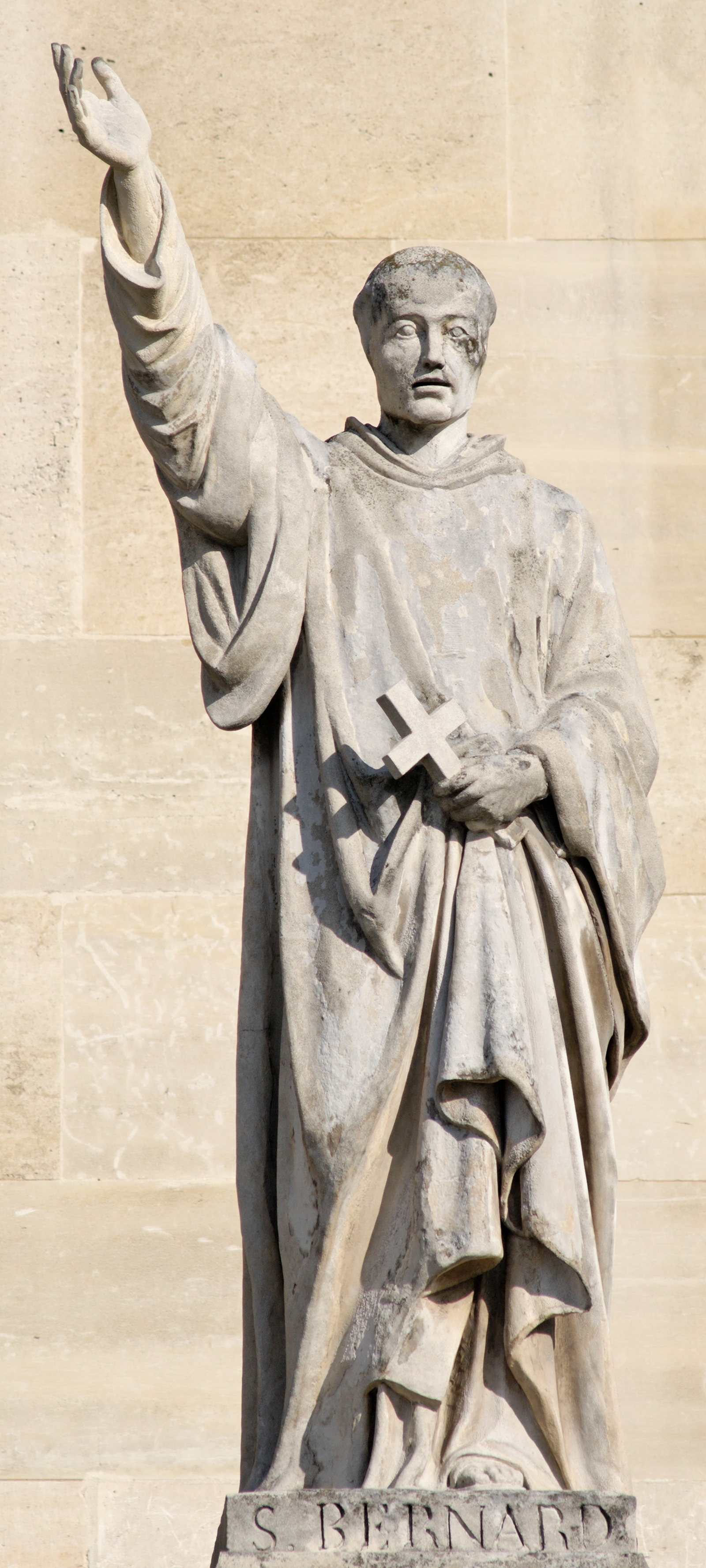
Statue de Bernard au Louvre.

- Bernard de Clairvaux est représenté parmi les statues des Hommes illustres installées dans la cour Napoléon du palais du Louvre.
- Un premier timbre a été édité à son effigie en France en 1953 pour le 8e centenaire de sa mort (no YT945) et un second en 2013.
- Bernard de Clairvaux est aussi le dernier guide de Dante Alighieri lorsqu'il se trouve au Paradis dans la Divine Comédie.

### Musique
- Marc-Antoine Charpentier : Motet pour Saint Bernard, H.306 pour 2 voix, 2 flûtes, et basse continue (vers 1675)
- Louis-Nicolas Clérambault
  - deux "Air spirituel", Cantique de Saint Bernard, en do majeur, opus 211 et en sol majeur, opus 209
  - motet de Saint Bernard, en sol majeur, opus 102